# Kanton Montastruc-la-Conseillère
Der Kanton Montastruc-la-Conseillère war bis 2015 ein französischer Wahlkreis im Arrondissement Toulouse, im Département Haute-Garonne und in der Region Midi-Pyrénées; sein Hauptort war Montastruc-la-Conseillère. Sein Vertreter im Generalrat des Départements war zuletzt von 1998 bis 2015 André Laur (PS). 

## Gemeinden
Der Kanton umfasste 13 Gemeinden:
| Gemeinde                  | Einwohner Jahr | Fläche km² | Bevölkerungsdichte | Postleitzahl | Code INSEE |
| ------------------------- | -------------- | ---------- | ------------------ | ------------ | ---------- |
| Azas                      | 601 (2013)     | –          | – Einw./km²        | 31380        | 31038      |
| Bazus                     | 575 (2013)     | –          | – Einw./km²        | 31380        | 31049      |
| Bessières                 | 3625 (2013)    | –          | – Einw./km²        | 31660        | 31066      |
| Buzet-sur-Tarn            | 2546 (2013)    | –          | – Einw./km²        | 31660        | 31094      |
| Garidech                  | 1712 (2013)    | –          | – Einw./km²        | 31380        | 31212      |
| Gémil                     | 275 (2013)     | –          | – Einw./km²        | 31380        | 31216      |
| Lapeyrouse-Fossat         | 2763 (2013)    | –          | – Einw./km²        | 31180        | 31273      |
| Montastruc-la-Conseillère | 3244 (2013)    | –          | – Einw./km²        | 31380        | 31358      |
| Montjoire                 | 1284 (2013)    | –          | – Einw./km²        | 31380        | 31383      |
| Montpitol                 | 409 (2013)     | –          | – Einw./km²        | 31380        | 31388      |
| Paulhac                   | 1191 (2013)    | –          | – Einw./km²        | 31380        | 31407      |
| Roquesérière              | 720 (2013)     | –          | – Einw./km²        | 31380        | 31459      |
| Saint-Jean-Lherm          | 351 (2013)     | –          | – Einw./km²        | 31380        | 31489      |

## Bevölkerungsentwicklung
| 1962 | 1968 | 1975 | 1982 | 1990   | 1999   | 2006   | 2011   |
| ---- | ---- | ---- | ---- | ------ | ------ | ------ | ------ |
| 6182 | 6855 | 7943 | 9909 | 11.315 | 13.451 | 16.819 | 18.445 |